# Čerenčany
Čerenčany (en hongrois : Cserencsény) est une commune du district de Rimavská Sobota, dans la région de Banská Bystrica, en Slovaquie.

## Histoire
La première mention écrite du village date de 1334.

## Démographie

### Évolution de la population
| Année:               | 1994. | 2004.   | 2014.    | 2024.   |
| -------------------- | ----- | ------- | -------- | ------- |
| Nombre de personnes: | 454   | 486     | 555      | 532     |
| Différence:          |       | +7,04 % | +14,19 % | -4,14 % |

| Année:               | 2023. | 2024.   |
| -------------------- | ----- | ------- |
| Nombre de personnes: | 537   | 532     |
| Différence:          |       | -0,93 % |